# Haus De Esch

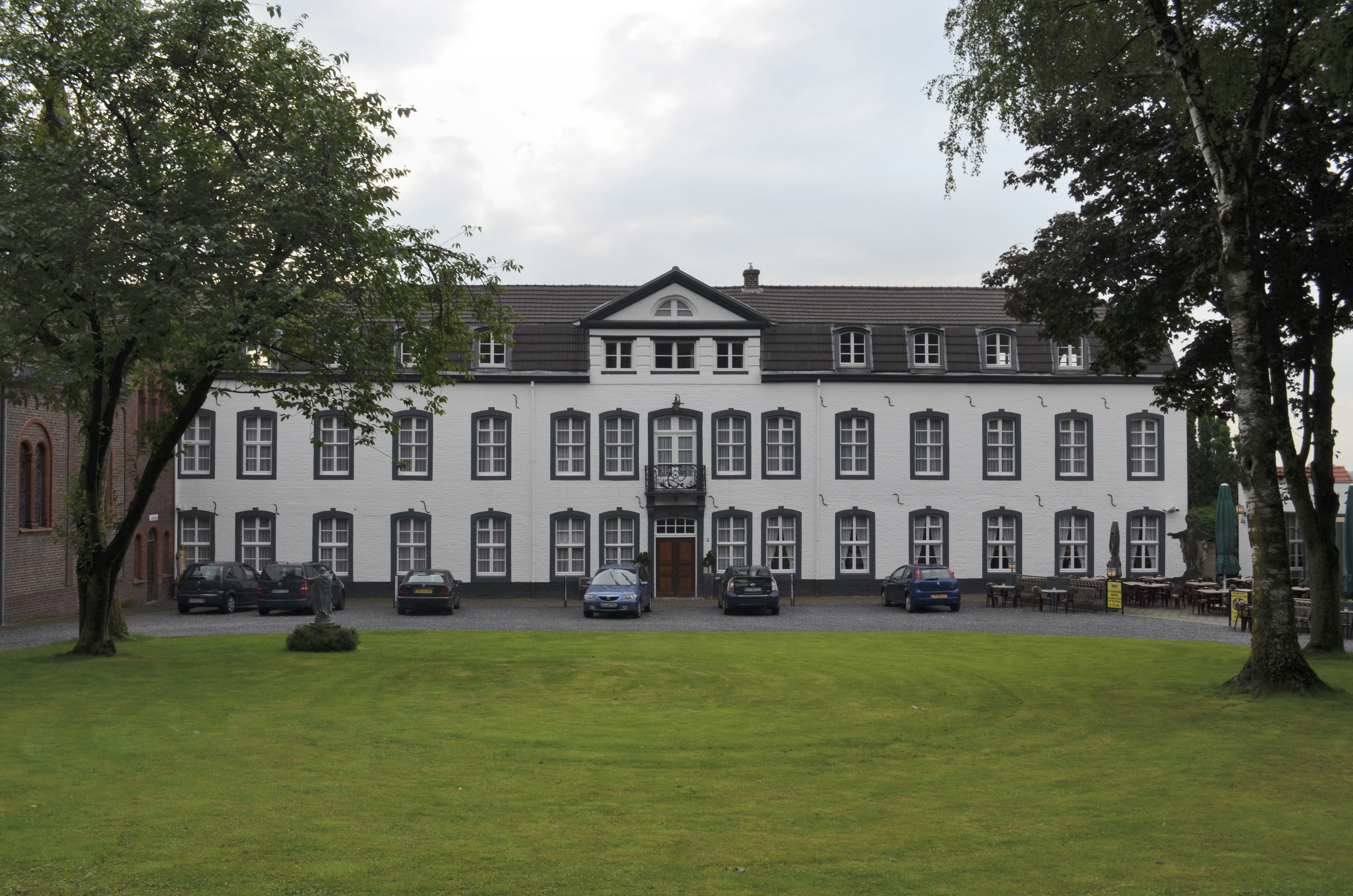
Ostansicht des Hauses De Esch

Das Haus De Esch (niederländisch Huis de Esch) ist ein ehemaliges Landgut und späteres Kamillianerkloster in der südlimburgischen Gemeinde Vaals, nahe der Grenzen zu Deutschland und Belgien. Das Anwesen liegt westlich des Ortskerns an der alten Straße nach Vijlen, rund zwei Kilometer vom Dreiländereck auf dem Vaalserberg entfernt. Das Herrenhaus steht als Rijksmonument seit dem 23. Januar 1967 unter Denkmalschutz. Die ehemalige Klosterkapelle, in der sich heute das Museum Vaals befindet, wurde am 15. Januar 1995 ebenfalls geschützt.

## Geschichte

### Neubau als Landgut und Umbau im Stil des Barocks

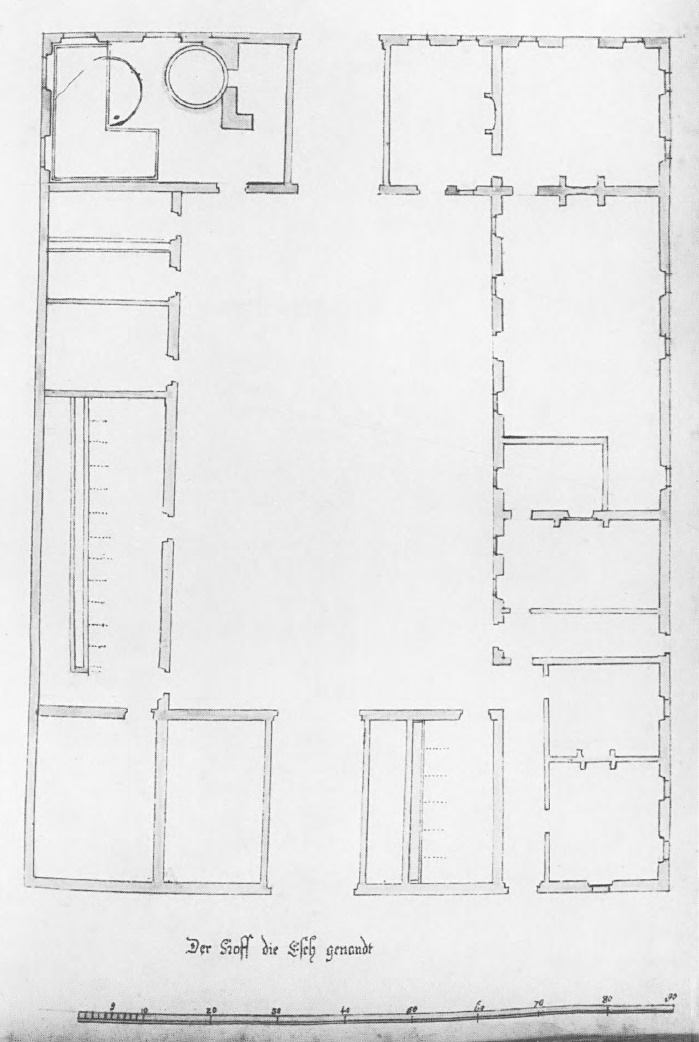
Grundriss des Hauses von Laurenz Mefferdatis

Erster namentlich bekannter Eigentümer des Guts war Johann Hendrik Heupgens, der De Esch in den 1730er Jahren besaß. Der Besitz stammte aus dem Nachlass des Aachener Rotfärbers Conrad Meven, dem Großvater von Heupgens Ehefrau Maria Aldegonda. Es steht jedoch nicht fest, ob Meven oder erst Heupgens das Landgut im Stil des Barocks errichten ließ. Bekannt ist lediglich, dass dies in der ersten Hälfte des 18. Jahrhunderts nach Plänen des Aachener Baumeisters Laurenz Mefferdatis geschah. Dabei handelte es sich um eine geschlossene Vierflügelanlage, deren Ostflügel zum Wohnen genutzt wurde. Dann kam das Gut in den Besitz des Burtscheider Nadelfabrikanten Jacob Coenen (auch Kuhnen geschrieben), der es 1767 umfassend verändern und umgestalten ließ. Die Pläne dazu lieferte vermutlich der Barockbaumeister Joseph Moretti. Möglicherweise stand die Umgestaltung im Zusammenhang mit Coenens Hochzeit am 25. September 1767, als er Sarah Katharina Prym heiratete. Nach Ende der Bauarbeiten besaß der östliche Wohnflügel eine repräsentative Außenfassade und im Inneren eine Dekoration im Stil des Rokoko. Davor lag ein großer formaler Garten, den der Dichter Johann Georg Jacobi in einem Brief aus dem Jahr 1774 als äußert prächtig beschrieb. In ihm standen Skulpturen und ein chinesischer Pavillon. Dazu besaß er einen Zierteich und ausgefeilte Wasserspiele.

### Klosterzeit
Nach Coenens Tod verkaufte seine Witwe das Anwesen 1784 oder 1785 an den Baron Georg Sternbach. Für das Jahr 1841 ist Joseph Ruland aus Aachen als Eigentümer überliefert. Zu seiner Zeit gab es nördlich des Gebäudegevierts einen großen Obstgarten. Im Jahr 1880 mieteten deutsche Redemptoristen Haus De Esch, weil ihr Orden während des Kulturkampfes verboten worden war und sie Deutschland verlassen mussten. Nachdem die Ordensmänner 1894 wieder nach Deutschland zurückkehren durften, verkaufte der damalige Eigentümer, Pastor Hennus van Naustadt, die Anlage 1896, 1897 oder 1898 an die deutsche Ordensgemeinschaft der Kamillianer, die dort das Scholastikat für ihre deutsche Ordensprovinz einrichteten. 1908 ließen sie dem Ostflügel des Anwesens am südlichen Ende im fast rechten Winkel eine neoromanische Klosterkapelle nach Plänen des niederländischen Architekten Jan Jorna anfügen.
Während des Zweiten Weltkriegs wurde Haus De Esch am 16. November 1944 von einer deutschen Fliegerbombe getroffen und größtenteils zerstört. Nach Kriegsende begann unter Mithilfe der örtlichen Bevölkerung der Wiederaufbau des noch teilweise erhaltenen Ostflügels sowie der sich anschließenden Kapelle. Der Architekt Frits Peutz begleitete diese Arbeiten, die 1947 beendet werden konnten. Die Glocke des Gotteshauses war im Zweiten Weltkrieg von der deutschen Besatzungsmacht zu Kriegszwecken beschlagnahmt worden, wurde aber nach Kriegsende in Roermond wieder aufgefunden und zurück nach Vaals gebracht. Anschließend diente Haus Esch nicht nur als Kloster, sondern auch als Hotel-Restaurant und als Kinderheim.

### Museum Vaals

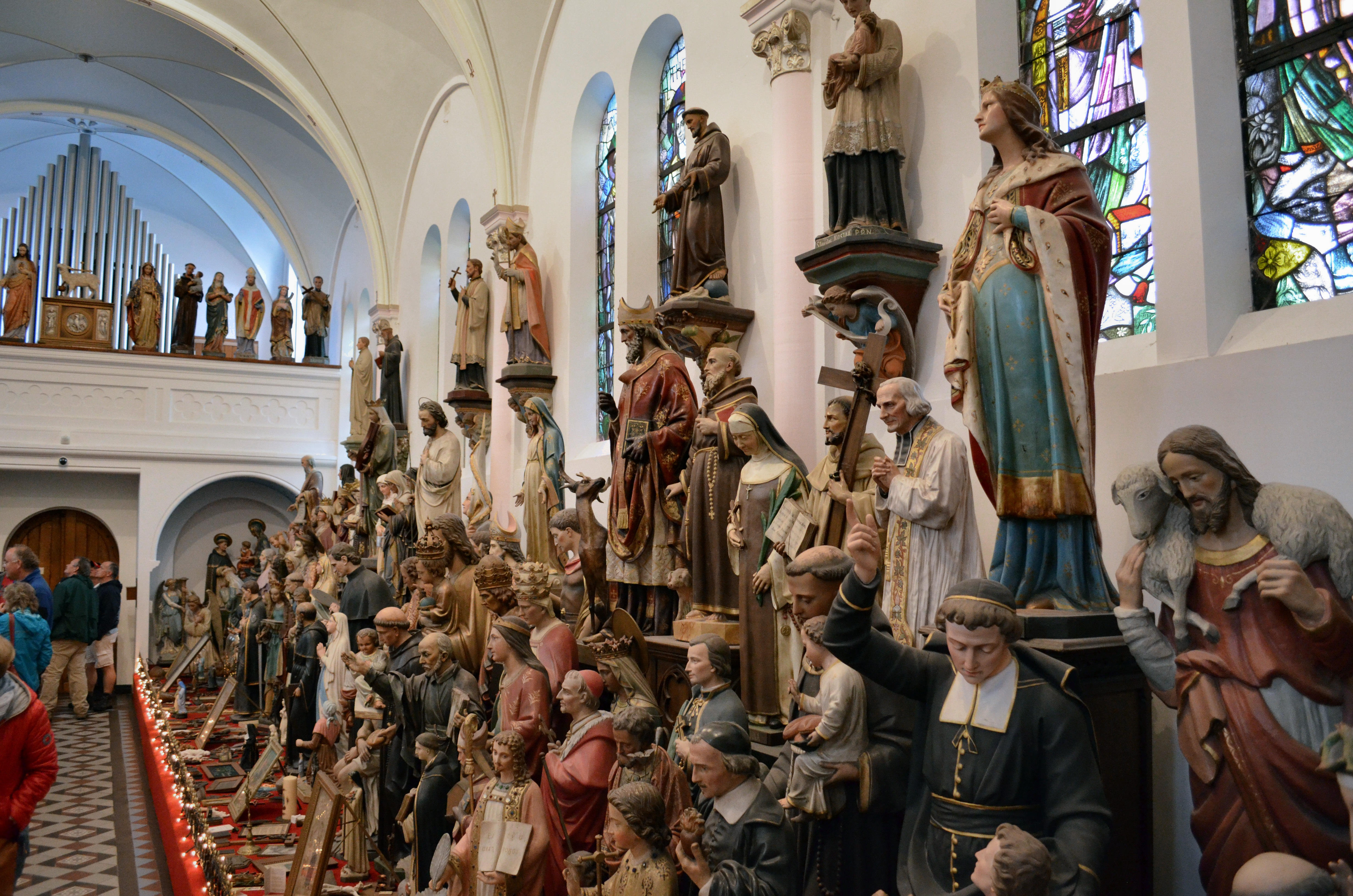
Heiligenstatuen in der ehemaligen Klosterkapelle

Wegen zurückgehender Mitgliedszahlen wurde das Vaalser Redemptoristenkloster aufgehoben, und die verbliebenen Brüder gingen in das nahe gelegene Kloster des Ordens in Roermond. Am 25. März 2007 wurde in der Klosterkapelle die letzte Heilige Messe gelesen und das Gotteshaus anschließend entwidmet.
Nachfolgend wurde von der 2008 gegründeten Stiftung „Vaals Museum Foundation“ in den dortigen Kapellenräumlichkeiten das „Museum Vaals für sakrale Kunst“ eingerichtet. Im April 2009 feierte dieses unter Anwesenheit des Roermonder Weihbischofs Everard de Jong seine Eröffnung. Das Museum zeigt eine einzigartige Sammlung von über 200 neugotischen Heiligenstatuen aus der Zeit von 1850 bis 1920, deren Höhe zwischen einem Meter und 3,5 Metern liegt. Ergänzt wird sie durch andere neugotische Kunstobjekte aus katholischen Kirchen und Klöstern. Im Januar 2013 wurde die Sammlung um religiöse Gegenstände und Utensilien wie beispielsweise Gebetsbilder und Rosenkränze erweitert, um diese als religiöses Erbes einzelner Familien zu bewahren. Darüber hinaus werden Wechselausstellungen mit Werken moderner Künstler angeboten sowie im Museumsgarten verschiedene Skulpturen präsentiert.
Zum Museumskomplex gehört noch ein Museumscafé, in dem ebenfalls einzelne religiöse Kunstobjekte wie beispielsweise alte Beichtstühle aufgestellt sind.

## Beschreibung

### Herrenhaus
Das Herrenhaus ist ein länglicher Backsteinbau mit schiefergedecktem Mansarddach. Seine langgestreckte Form resultiert aus der Tatsache, dass dies früher der Osttrakt einer geschlossenen Vierflügelanlage war. Die gartenseitige Ostfassade des zweigeschossigen Gebäudes ist durch Segmentbogenfenster mit einer Rahmung aus Namurer Blaustein in 15 Achsen unterteilt. Die fünf mittleren Achsen stehen dabei enger beieinander als die übrigen zehn. Die mittleren drei Achsen sind auf Dachhöhe von einem Dreiecksgiebel bekrönt, in dessen Giebelfeld sich ein halbrundes Fenster befindet. Die mittig gelegene, zweiflügelige Eingangstür besitzt ein Oberlicht. Über der Türe befindet sich vor dem Fenster des ersten Geschosses ein kleiner Balkon mit schmiedeeisernem Brüstungsgitter im Stil Louis-quinze. Der Eingang führt zu einem Vestibül, an dessen Südseite das Treppenhaus liegt. Hinter der Eingangshalle verläuft ein Korridor, der vielleicht von dem Umbau unter Jacob Coenen stammt. Das Herrenhaus ist an einigen Stellen unterkellert. Die Kellerräume besitzen alle ein Tonnengewölbe mit Gurtbögen.

### Ehemalige Klosterkapelle
Das Herrenhaus ist über einen Verbindungsbau mit schiefergedecktem Mansarddach mit der einstigen Klosterkapelle verbunden. Diese wurde auf kreuzförmigem Grundriss entlang der Straße errichtet. Ihr Mauerwerk besteht aus roten und braunen Mauerziegeln und besitzt damit Ähnlichkeit mit der Pfarrkirche St. Katharina in Lemiers, die auch nach Entwürfen Jan Jornas erbaut wurde. Das Kirchenschiff ist von einem Satteldach abgeschlossen, auf dem ein als Glockenturm genutzter Dachreiter steht. Den östlichen Abschluss bildet die niedrige Apsis mit Seitenkapellen. Die beiden Längsseiten des Kirchenbaus sind nahezu identisch gestaltet. Sie sind durch Lisenen und Ecklisenen vertikal gegliedert und auf Traufhöhe von einem gemauerten Rundbogenfries abgeschlossen. Die Öffnungen der gekuppelten Rundbogenfenster sind von hellroten Ziegeln gerahmt. Ihre Mittelpfeiler bestehen aus dem gleichen roten Stein. Das breite Rundbogenportal besitzt ein gestuftes Gewände und einen Trumeaupfeiler. Seine Archivolten sind gemäß romanischer Tradition ohne figürlichen Schmuck.
Die Gestaltung des Kapelleninneren resultiert aus dem Wiederaufbau nach Ende des Zweiten Weltkriegs. Das Kirchenschiff besitzt ein Kreuzrippengewölbe, das im Vierungsbereich ein Deckengemälde aufweist. Es stammt, ebenso wie die Bemalung in der Apsis von dem niederländischen Künstler Frans Griesenbrock. Dieser fertigte 1949 und 1950 auch die Glasfenster der Kapelle. Auf der Empore am Westende steht eine einmanualige Orgel mit zehn Registern, die der niederländische Orgelbauer Johan Frederik Kruse bereits im Jahr 1888 anfertigte. Ihre Front wurde in späteren Jahren aber verändert.

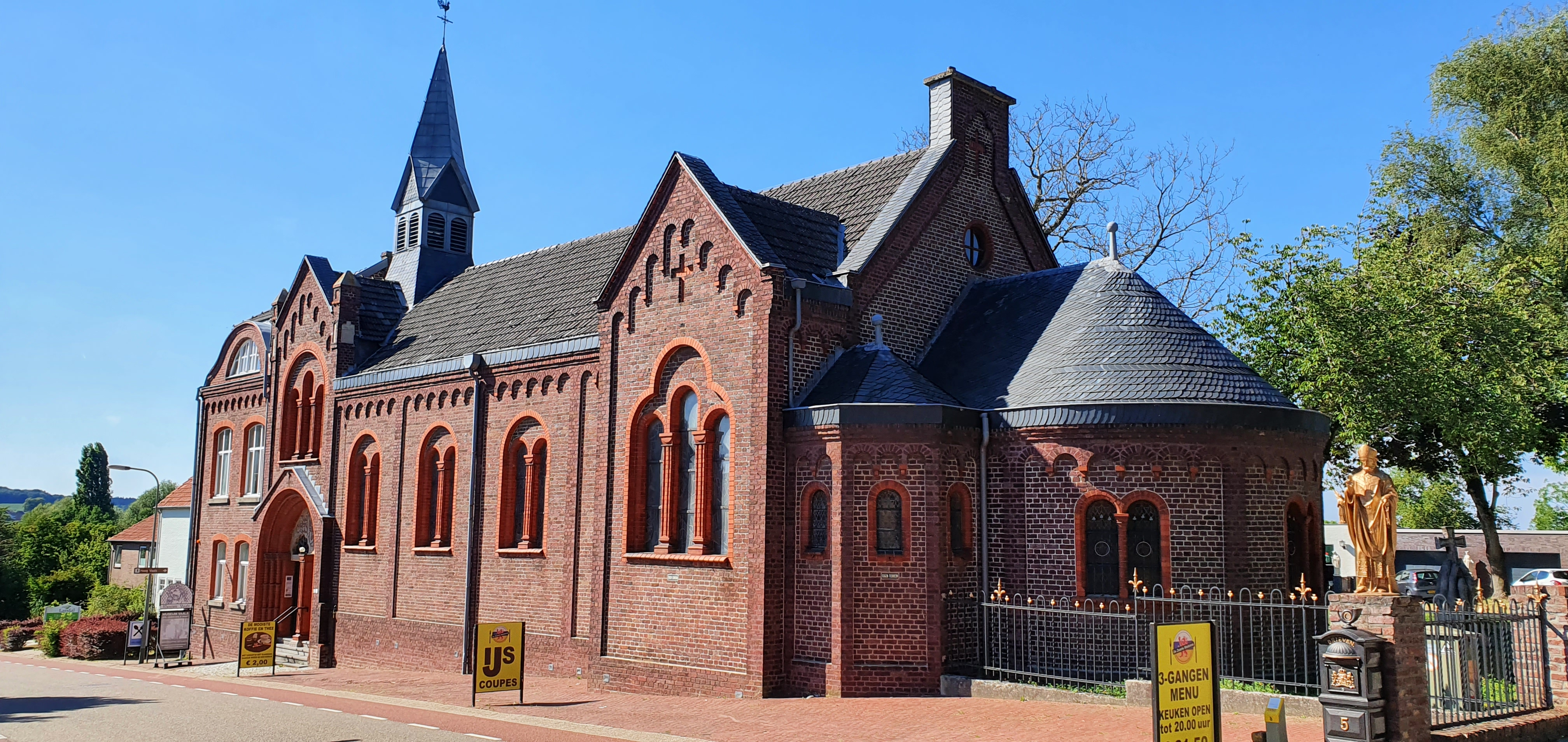
Ehemalige Klosterkapelle
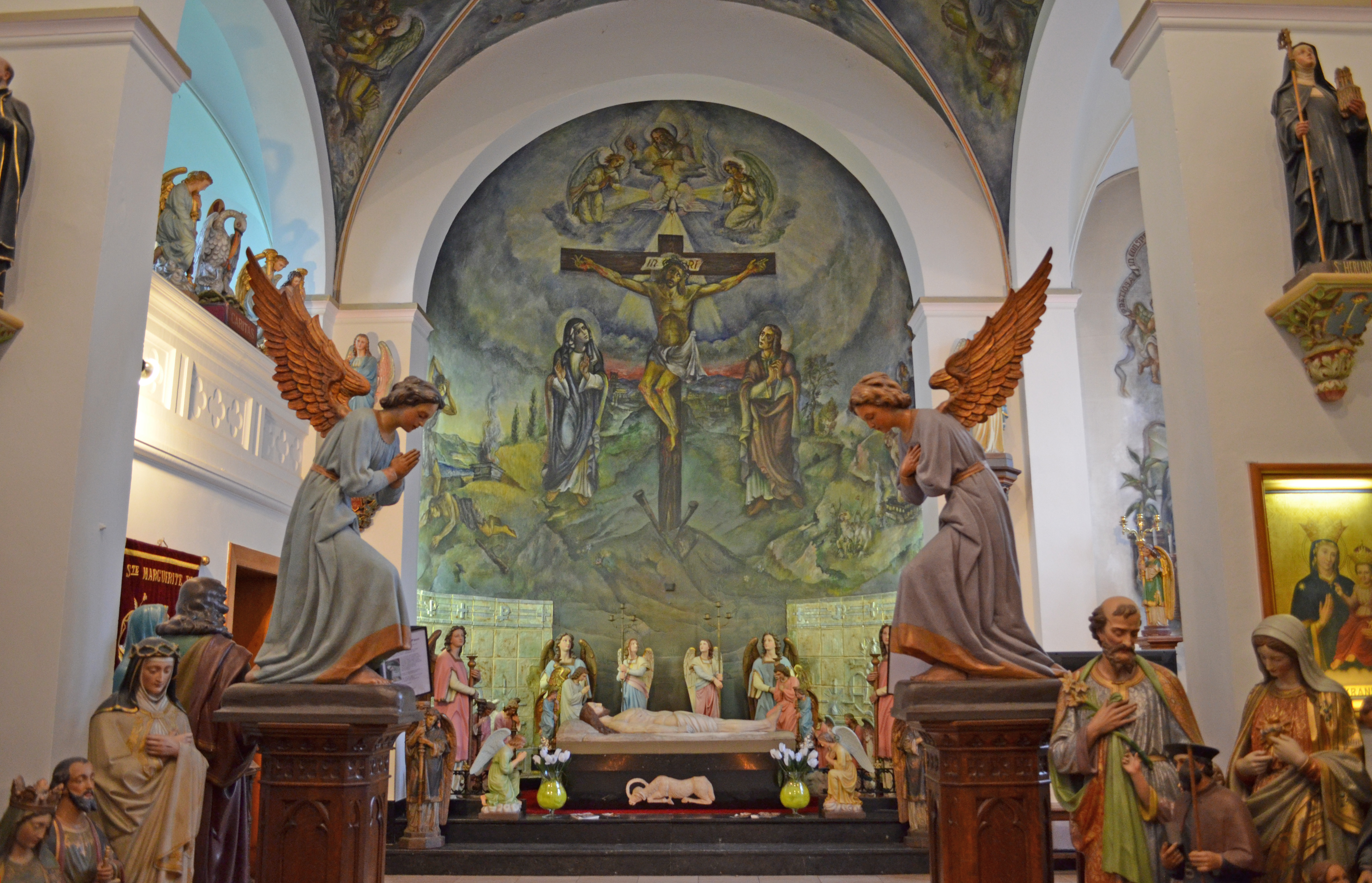
Innenansicht mit Blick auf die Apsis
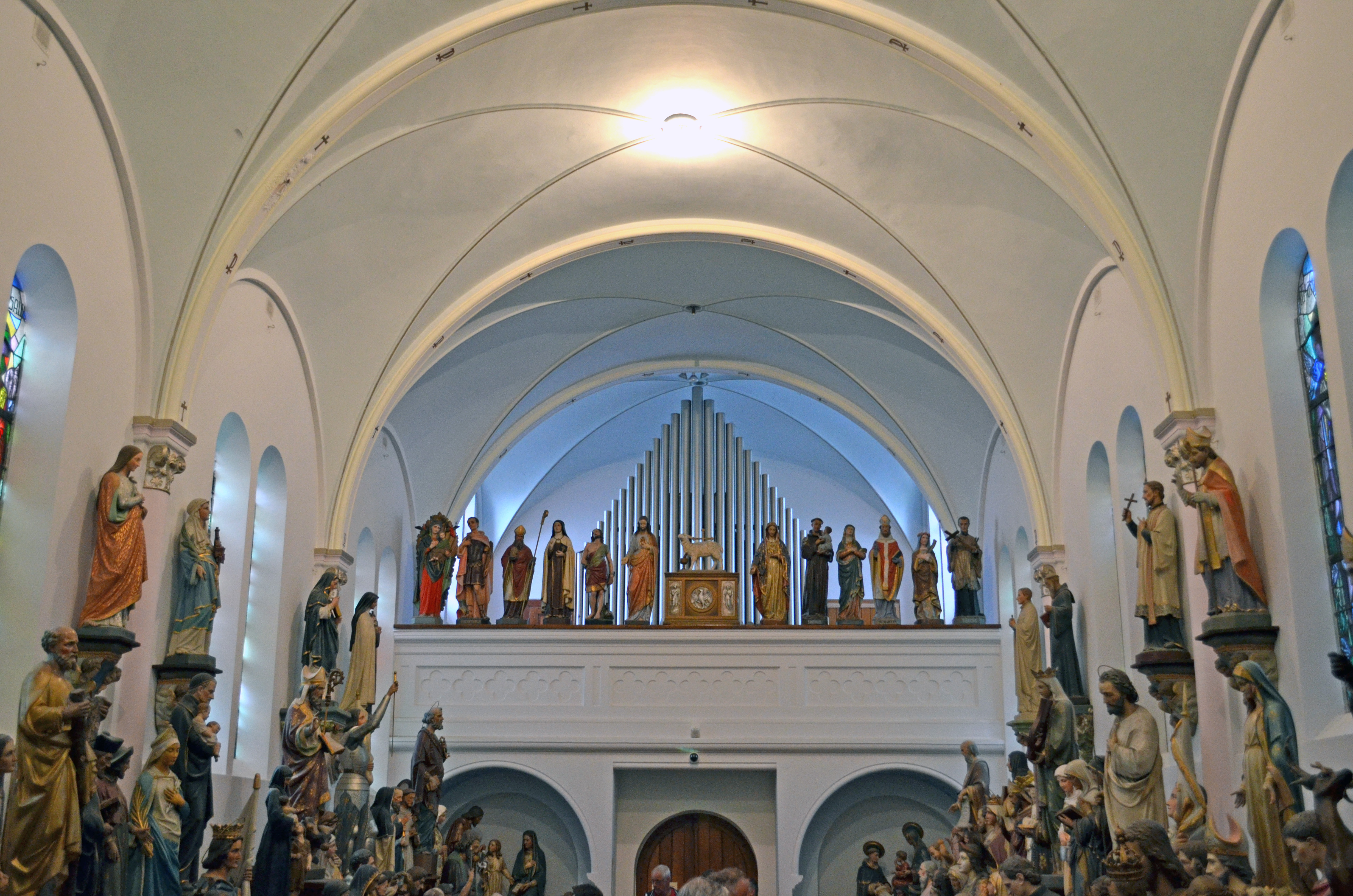
Innenansicht mit Blick zur Westempore

### Garten und Park

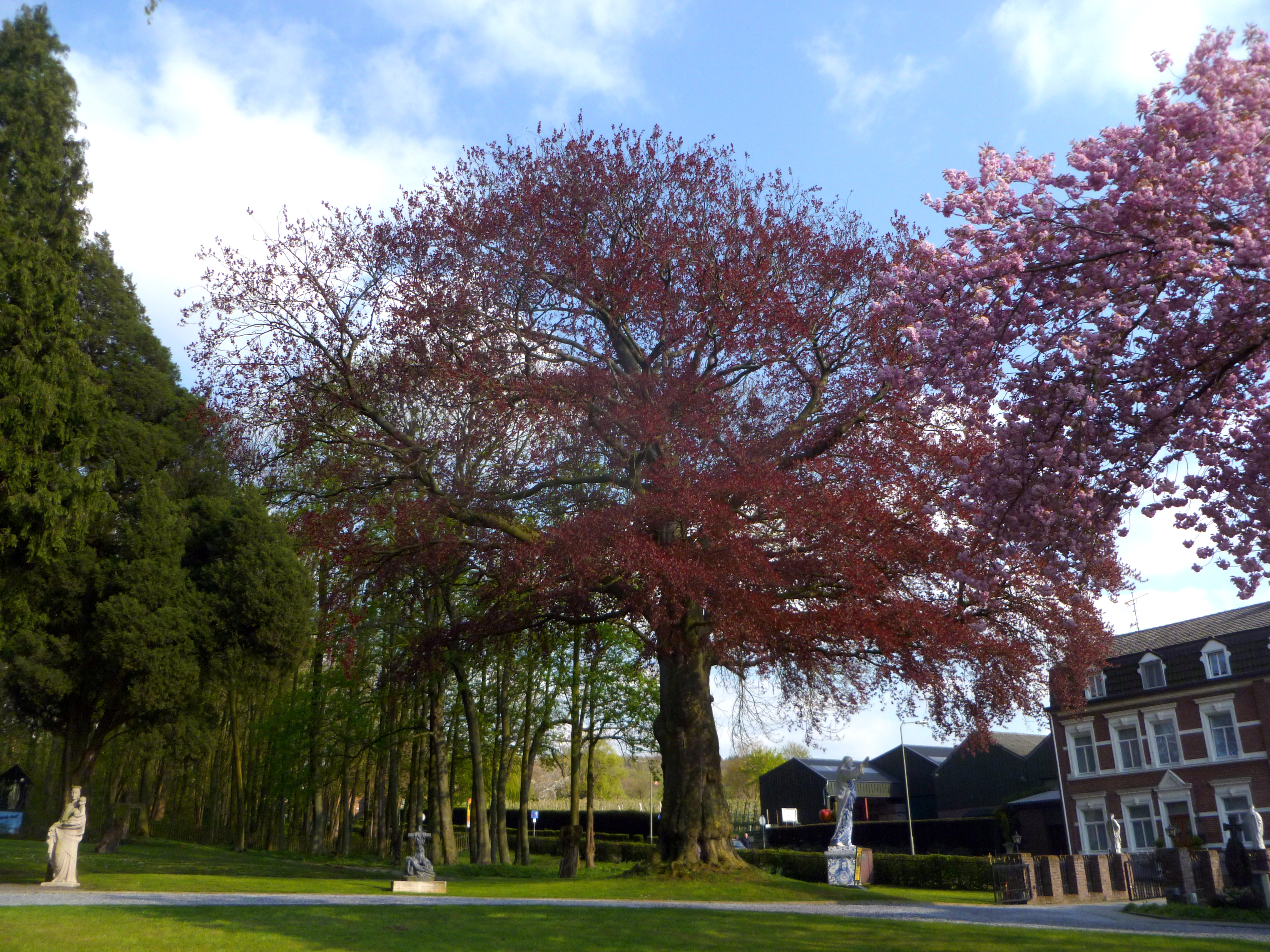
400-jährige Blutbuche im Park

Von dem ehemaligen Barockgarten des 18. Jahrhunderts  ist heute nichts mehr erhalten. Die Gartenhäuser und der chinesische Pavillon sind verschwunden, der einstige Zierteich verfüllt. Auch der Obstgarten nördlich der Gebäude existiert nicht mehr. Der ehemalige Klostergarten besteht heute aus einem kleinen größtenteils bewaldeten Park und besitzt eine Größe von rund zwei Hektar. In ihm steht mit einer 400-jährigen Blutbuche der älteste Baum von Vaals. Ein kleiner Rundweg führt vorbei an sakralen Skulpturen und 14 Kreuzwegstationen.